# Gare de Hennuyères
La gare de Hennuyères est une gare ferroviaire belge de la ligne 96, de Bruxelles-Midi à Quévy (frontière), située à Hennuyères sur le territoire de la ville de Braine-le-Comte dans la province de Hainaut en région wallonne.
C'est une halte voyageurs de la Société nationale des chemins de fer belges (SNCB) desservie par des trains Suburbains (S2).

## Situation ferroviaire
Établie à 71 mètres d'altitude, la gare de Hennuyères est située au point kilométrique (PK) 23,458 de la ligne 96, de Bruxelles-Midi à Quévy (frontière), entre les gares ouvertes de Tubize et de Braine-le-Comte.

## Histoire
La section de Tubize à Soignies du chemin de fer du Midi est mise en service le 31 octobre 1841. À titre d'essai, un arrêt est créé à Hennuyères à titre d'essai le 11 janvier 1842. Il est supprimé le 15 février 1843. Cet arrêt rouvre en 1848 et demeure opérationnel.
Le 22 avril 1863, dans la salle d'attente de la gare de Bruxelles-Nord, a lieu l'adjudication publique du nouveau bâtiment des recettes, de trottoirs (quais), d'un auvent (marquise) et d'un pavillon pour les sanitaires. Comme à Lembeek, il s'agit d'un bâtiment de gare "à pignons à redents" correspondant au premier type de gare construit en de nombreux exemplaires sur le réseau de l’État belge. Sur la ligne 96, les seules gares de ce type encore debout sont Hennuyères, Neufvilles et Cuesmes (en ruine). La démolition de ce bâtiment désaffecté doit être évitée par sa mise en bail emphytéotique pour une durée de 30 ans, en vue de le rénover et de le réaffecter.
La gare d'Hennuyères est équipée de liaisons de contre-voie et de deux voies d'évitement (une par sens de circulation) commandée par le block 27 de Mons par PLP ; auparavant, les appareils de voie et les signaux étaient commandés depuis le block 13 de la gare d'Hennuyères par un poste tout relais qui se trouve maintenant au musée de saint Ghislain[réf. nécessaire].

## Service des voyageurs

### Accueil
Halte SNCB, c'est un point d'arrêt non géré (PANG) à accès libre. Elle est équipée d'un automate pour l'achat de titres de transport.
Un souterrain permet la traversée des voies et le passage d'un quai à l'autre.

### Desserte
Hennuyères est desservie par des trains Suburbains (S2) de la SNCB, sur la relation Louvain-Bruxelles-Braine-le-Comte.
Les jours ouvrables ainsi que le samedi, elle est desservie par deux trains S2 par heure. Les dimanches et jours fériés, la desserte est d'un seul train S2 par heure.

### Intermodalité
Un parc pour les vélos et un parking pour les véhicules y sont aménagés.

## Comptage voyageurs
Ce graphique et tableau montre le nombre de voyageurs embarquant en moyenne durant la semaine, le samedi et le dimanche.
| Nombre de passagers qui embarquent à la gare de Hennuyères | Nombre de passagers qui embarquent à la gare de Hennuyères | Nombre de passagers qui embarquent à la gare de Hennuyères | Nombre de passagers qui embarquent à la gare de Hennuyères |
|                                                            | Semaine                                                    | Samedi                                                     | Dimanche                                                   |
| ---------------------------------------------------------- | ---------------------------------------------------------- | ---------------------------------------------------------- | ---------------------------------------------------------- |
| 1977                                                       | 350                                                        | 122                                                        | 105                                                        |
| 1978                                                       | 351                                                        | 98                                                         | 108                                                        |
| 1979                                                       | 314                                                        | 101                                                        | 55                                                         |
| 1980                                                       | 301                                                        | 64                                                         | 45                                                         |
| 1981                                                       | 354                                                        | 94                                                         | 30                                                         |
| 1982                                                       | 324                                                        | 103                                                        | 51                                                         |
| 1983                                                       | 331                                                        | 116                                                        | 42                                                         |
| 1984                                                       | 347                                                        | -                                                          | -                                                          |
| 1985                                                       | 363                                                        | -                                                          | -                                                          |
| 1986                                                       | 296                                                        | -                                                          | -                                                          |
| 1987                                                       | 283                                                        | -                                                          | -                                                          |
| 1988                                                       | 237                                                        | 33                                                         | 21                                                         |
| 1989                                                       | 192                                                        | 17                                                         | 12                                                         |
| 1990                                                       | 203                                                        | 34                                                         | 25                                                         |
| 1991                                                       | 168                                                        | 13                                                         | 8                                                          |
| 1992                                                       | 219                                                        | 11                                                         | 7                                                          |
| 1993                                                       | 139                                                        | -                                                          | -                                                          |
| 1994                                                       | 157                                                        | -                                                          | -                                                          |
| 1995                                                       | 142                                                        | -                                                          | -                                                          |
| 1996                                                       | 140                                                        | -                                                          | -                                                          |
| 1997                                                       | 136                                                        | -                                                          | -                                                          |
| 1998                                                       | 131                                                        | 26                                                         | 10                                                         |
| 1999                                                       | 152                                                        | 43                                                         | 30                                                         |
| 2000                                                       | 170                                                        | 42                                                         | 36                                                         |
| 2001                                                       | 163                                                        | 72                                                         | 34                                                         |
| 2002                                                       | 164                                                        | 35                                                         | 34                                                         |
| 2003                                                       | 174                                                        | 39                                                         | 37                                                         |
| 2004                                                       | 164                                                        | 36                                                         | 34                                                         |
| 2005                                                       | 189                                                        | 42                                                         | 44                                                         |
| 2006                                                       | 190                                                        | 76                                                         | 73                                                         |
| 2007                                                       | 211                                                        | 63                                                         | 34                                                         |
| 2008                                                       | -                                                          | -                                                          | -                                                          |
| 2009                                                       | 209                                                        | 47                                                         | 36                                                         |
| 2010                                                       | -                                                          | -                                                          | -                                                          |
| 2011                                                       | -                                                          | -                                                          | -                                                          |
| 2012                                                       | 271                                                        | 65                                                         | 56                                                         |
| 2013                                                       | 293                                                        | 81                                                         | 63                                                         |
| 2014                                                       | 297                                                        | 95                                                         | 51                                                         |
| 2015                                                       | 392                                                        | 71                                                         | 43                                                         |
| 2016                                                       | 442                                                        | 85                                                         | 60                                                         |
| 2017                                                       | 395                                                        | 50                                                         | 45                                                         |
| 2018                                                       | 417                                                        | 62                                                         | 62                                                         |
| 2019                                                       | 438                                                        | 125                                                        | 88                                                         |
| 2020                                                       | 287                                                        | 92                                                         | 74                                                         |
| 2021                                                       | -                                                          | -                                                          | -                                                          |
| 2022                                                       | 496                                                        | 177                                                        | 125                                                        |
| 2023                                                       | 504                                                        | 243                                                        | 127                                                        |
| 2024                                                       | 505                                                        | 192                                                        | 157                                                        |

## Patrimoine ferroviaire
L’ancien bâtiment des recettes de type standard à pignons à redents (quatre travées) est toujours présent sur le site, en mauvais état, en 2021.
La halle à marchandises a été démolie au début des années 2010.

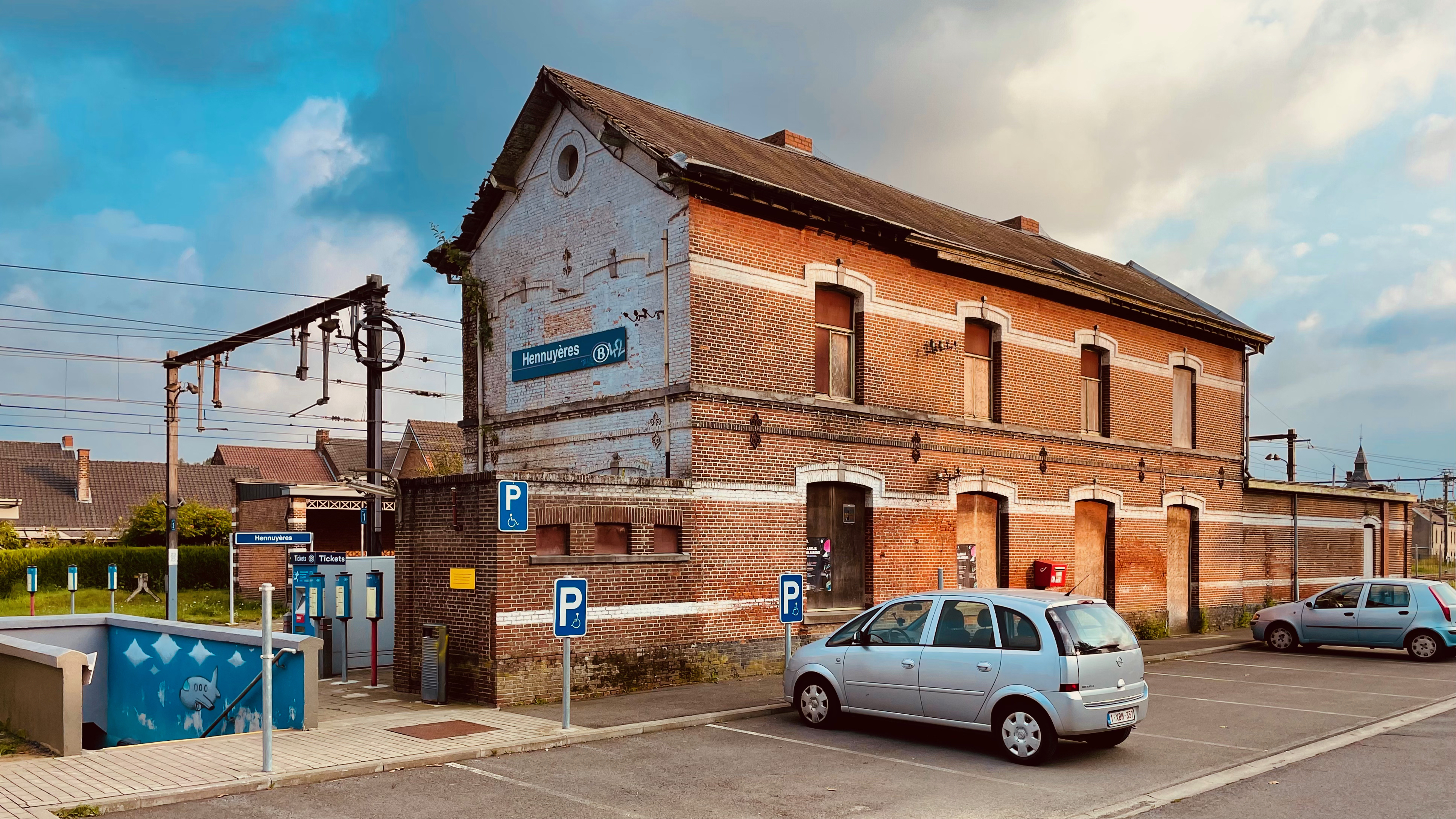
Bâtiment désaffecté.
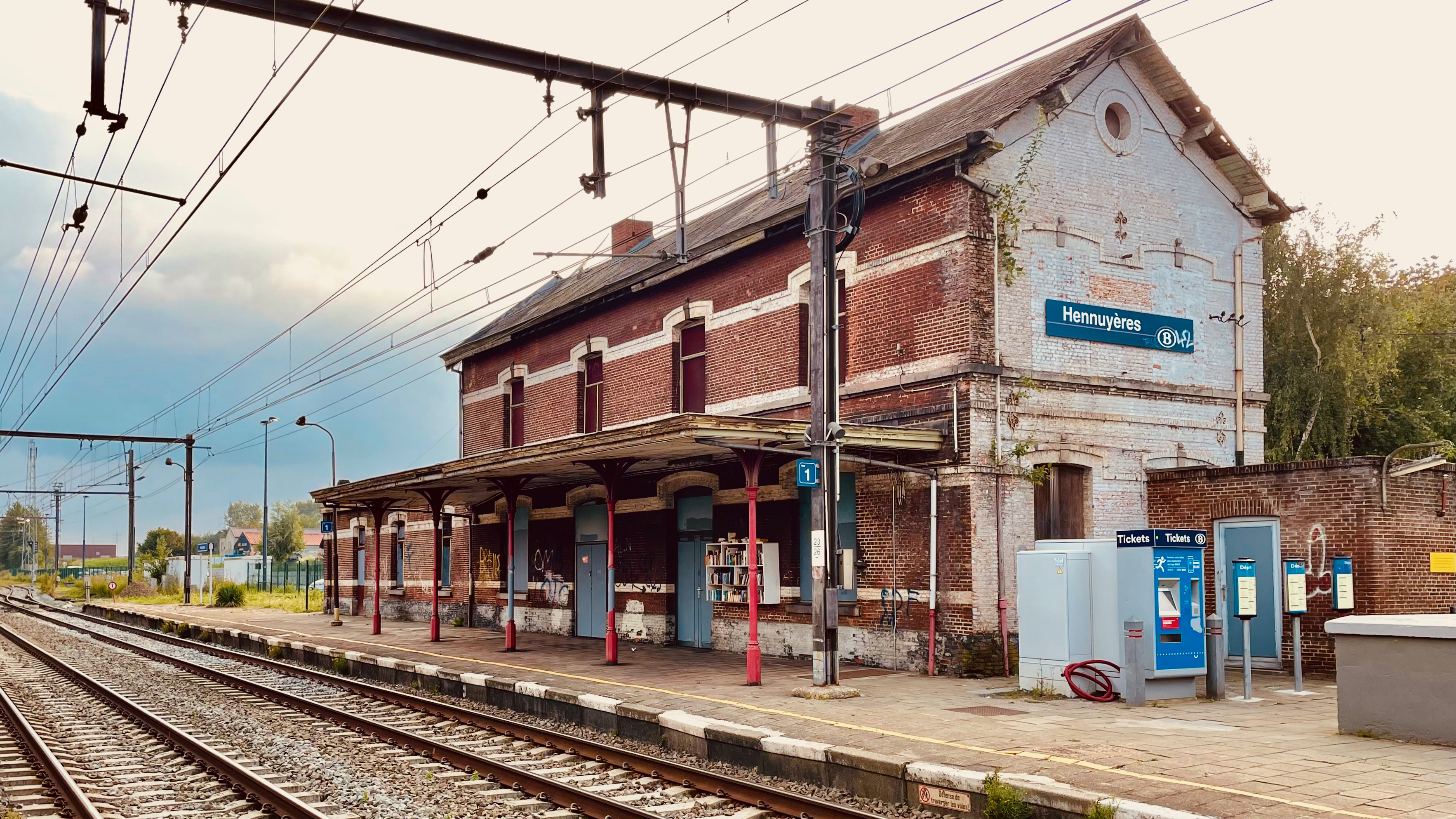
Quai et marquise.
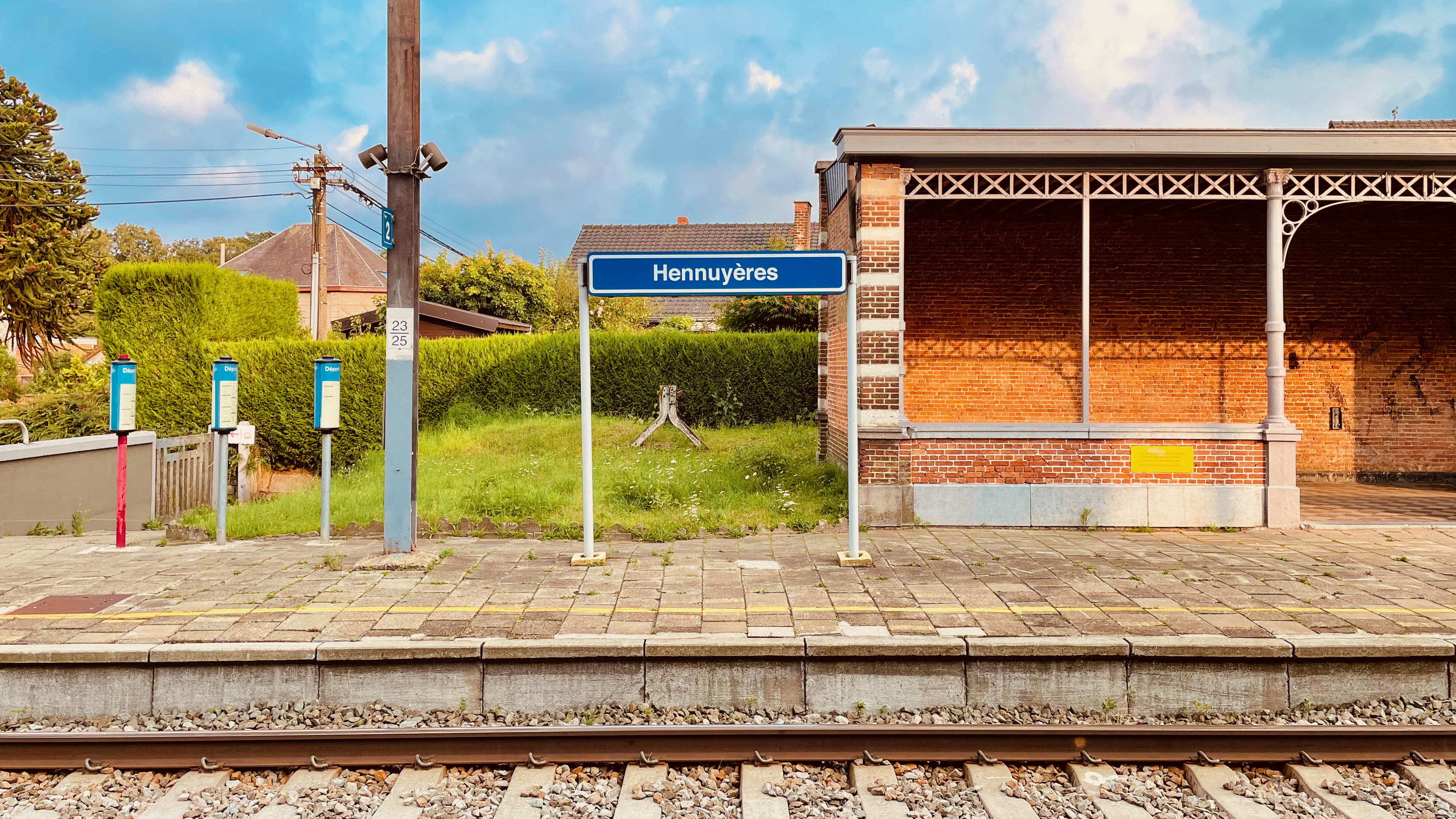
Ancien abri de quai.